# 埼玉県道228号飯能停車場線
埼玉県道228号飯能停車場線（さいたまけんどう228ごう はんのうていしゃじょうせん）は、埼玉県飯能市仲町の飯能駅から同「飯能駅前」交差点に至る、実延長127mの一般県道。

## 起点・終点
- 起点：埼玉県飯能市仲町（飯能駅）
- 終点：埼玉県飯能市仲町（飯能駅前交差点）

## 交差している道路
- 国道299号（埼玉県飯能市）飯能駅前交差点（終点）

## 沿線の施設
- 飯能駅
- 埼玉りそな銀行 飯能支店